# David Strettle

a Compétitions nationales et continentales officielles uniquement.

b Matchs officiels uniquement.
Dernière mise à jour le 3 juin 2019.
David Strettle, né le 23 juin 1983 à Warrington (Angleterre), est un joueur international anglais de rugby à XV évoluant au poste d'ailier (1,83 m pour 78 kg). Il en prend sa retraite à la fin de la saison 2018-2019, après avoir gagné la Coupe d'Europe et le championnat d'Angleterre avec les Saracens.

## Carrière

### En équipe nationale
Il a obtenu sa première cape internationale le 24 février 2007 à l'occasion d'un match contre l'équipe d'Irlande à Dublin (Irlande), et sa dernière cape le 8 juin 2013 contre l'équipe d'Argentine à Salta (Argentine).

## Palmarès

### En club
- Vainqueur de la Coupe d'Europe (1) en 2019 avec les Saracens.
- Vainqueur du Championnat d'Angleterre  (3) en 2011, 2015 et 2019 avec les Saracens.
- Vainqueur du Championnat de France (1) en 2017 avec l'ASM Clermont Auvergne.
- Vainqueur du RFU Championship (1) en 2003 avec les Rotherham Titans.
- Vainqueur de la Coupe anglo-galloise (1) en 2015 avec les Saracens.
- Finaliste de la Coupe d'Europe (2) en 2014 avec les Saracens et en 2017 avec l'ASM Clermont Auvergne.
- Finaliste du Championnat d'Angleterre (2) en 2010 et 2014 avec les Saracens.

### En équipe nationale
- Vainqueur du Tournoi des Six Nations (1) en 2011 avec l'Équipe d'Angleterre.

## Statistiques en équipe nationale
- 14 sélections (12 fois titulaire, 2 fois remplaçant)
- 10 points (2 essais)
- Sélections par année : 4 en 2007, 2 en 2008, 1 en 2011, 5 en 2012, 2 en 2013
- Tournois des Six Nations disputés : 2007, 2008, 2011, 2012, 2013